# نظام طوبوغرافي وطني
النظام الطوبوغرافي الوطني أو NTS ((بالفرنسية: Système national de référence cartographique)‏) هو نظام تستخدمه الموارد الطبيعية في كندا لتوفير خرائط طوبوغرافية للدولة لأغراض عامة. خرائط النظام الطوبوغرافي الوطني متوفرة بمقاييس 1/50000 و1/250000. توفر تلك الخرائط تفاصيل عن التضاريس والأراضي، والبحيرات، والأنهار، ومناطق الغابات، والمناطق الإدارية، والمناطق المأهولة، والطرق، والسكك الحديدية، إضافة إلى معالم أخرى من صنع البشر. وتُستخدم هذه الخرائط حاليًا في جميع المستويات الحكومية والصناعية للسيطرة على حرائق الغابات والفيضانات (فضلاً عن القضايا البيئية الأخرى)، وتصوير مناطق المحاصيل، ورسم الطرق، والتخطيط العمراني، وتنمية الموارد الطبيعية، وتخطيط الطرق السريعة.

## التقسيمات الفرعية

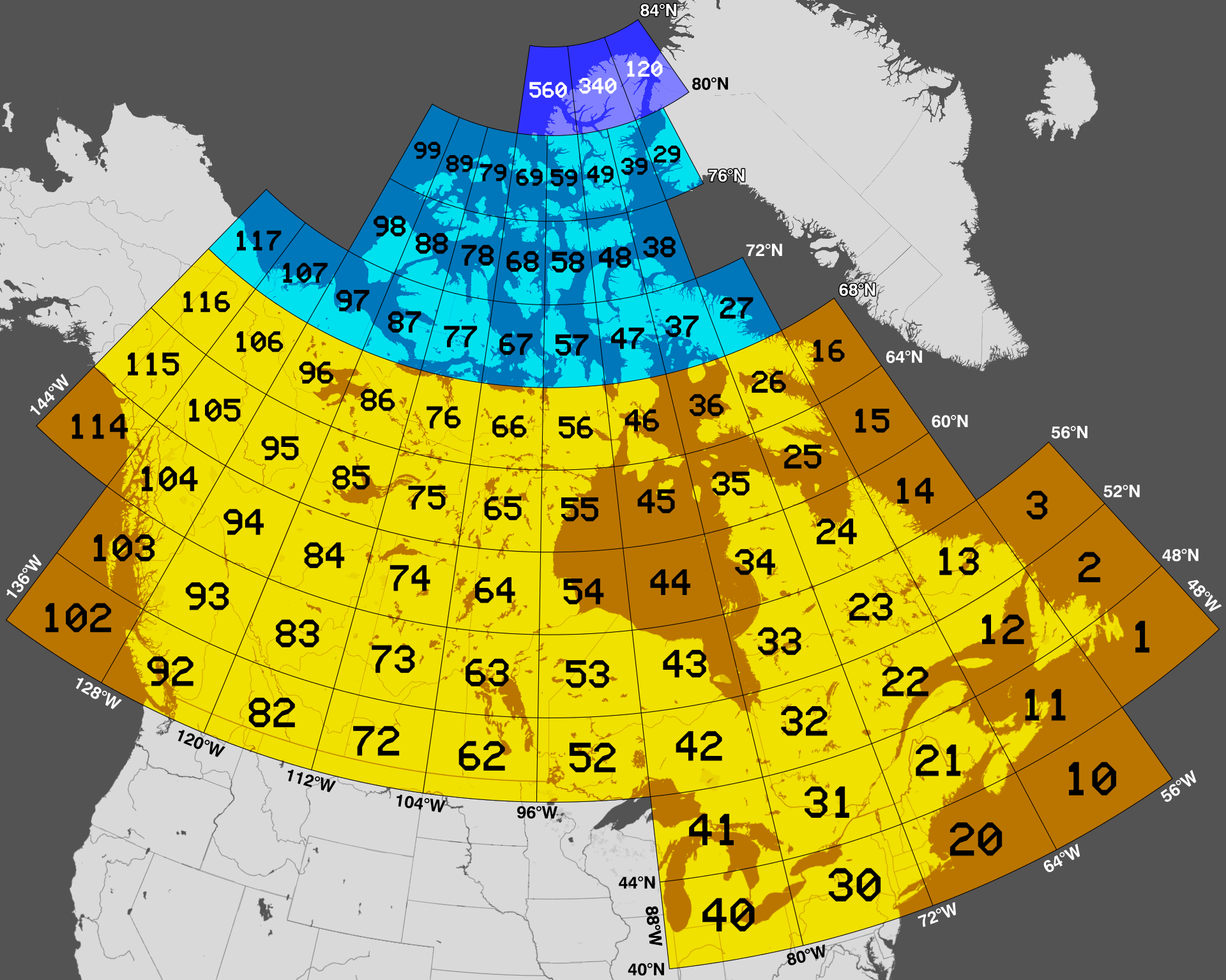
مناطق النظام الطوبوغرافي الوطني وسلسلة الخرائط.
عنوان تفسيري:
High Arctic zone
Arctic zone
Southern zone

ينقسم النظام الوطني الطوبوغرافي إلى ثلاث «مناطق» رئيسية تحددها امتدادات خط العرض. «المنطقة الجنوبية» تغطي خطوط العرض بين 40° شمالاً و68° شمالاً، وتغطي «منطقة القطب الشمالي» خطوط العرض بين 68° شمالاً و80° شمالاً، أما «منطقة القطب الشمالي العالية» فتغطي خطوط العرض بين 80° شمالاً و88° شمالاً.
ويتم تصنيف صفيحة الخريطة بواسطة سلسلة تحتوي على عدد يحدد 1: «سلسلة خرائط» بنطاق 1000000 تحتوي على الصفيحة (على سبيل المثال 30)، وهي رسالة تحدد 1:250000 نطاق «منطقة الخريطة» (على سبيل المثال،M)، وأخيرًا عدد يحدد 1:50,000 نطاق صفيحة الخريطة نفسها (على سبيل المثال، 13، الذي يعطي عند دمجه مع المثالين السابقين 30M13، محددًا ورقة الخريطة التي تضم مدينة فوغان، أونتاريو).
وتمتد جميع سلاسل الخرائط أربع درجات من خط العرض، ولكنها تنقسم بشكل مختلف من الشرق إلى الغرب تبعًا للمناطق التي تتواجد فيها. وتمتد سلسلة الخريطة في مناطق القطب الجنوبي والقطب الشمالي من ثماني درجات من خط الطول، في حين أن سلسلة الخرائط في منطقة القطب الشمالي العالي تمتد 16 درجة من خط الطول. ويعين النظام الوطني الطوبوغرافي مجموعة سلسلة الخرائط بأقصى الجنوب، من 40 إلى 44 درجة شمال خط العرض، مع الأرقام التي تنتهي بالعدد 0، وذلك باستخدام 10، و20، و30، و40. الصف الثالث، المنتهي بالعدد 2، يمتد من 2، و12، و32، و22، وهلم جرًا إلى 102 قبالة الساحل الغربي، في حين أن الصفوف الخامس، والسادس، والسابع تمتد إلى الغرب الأبعد، وذلك باستخدام 115، و116، و117.
في المنطقة الجنوبية، تنقسم سلسلة الخرائط إلى ست عشرة منطقة خرائط، بينما في القطب الشمالي والمناطق القطبية الشمالية العليا، تنقسم إلى ثمانٍ فقط. جميع مناطق الخرائط بدورها تنقسم إلى ست عشرة صفيحة خرائط.
مناطق الخرائط في السلسلة عبارة عن حروف معينة في نمط جيبي يبدأ في الجزء الجنوبي الشرقي من السلسلة. في المنطقة الجنوبية، تعمل الحروف من A إلى P، بينما في القطب الشمالي والمناطق القطبية الشمالية العليا، تعمل من A إلى H.
وبدورها تنقسم كل منطقة خرائط إلى ست عشرة صفيحة خريطة، مرقمة من 1 إلى 16 بنمط جيبي مماثل لمناطق الخرائط.
كل من هذه 1:50000 صفيحة، بدورها، كانت في وقت من الأوقات منقسمة إلى ثمانِ صفائح خريطة، بحروف صغيرة من a إلى h، ابتداءً من الركن الجنوبي الشرقي وانتهاءً في الركن الشمالي الشرقي، وتحدد 1:25000 نطاق خريطة أُنتجت من الستينيات إلى عام 1975 تقريبًا، ثم تم التخلي عنها، وقد تم التخلص منها في الثمانينيات (بجانب تغطية متفرقة لنطاق 1:500000 و1:125000).

## وصلات خارجية
- The National Topographic System
- The Atlas of Canada - Toporama